# Hrant Dink
Fırat Hrant Dink (armeniska Հրանդ Տինք), född 15 september 1954 i Malatya, död (mördad) 19 januari 2007 i Istanbul, var en turkisk-armenisk journalist och ansvarig utgivare för den armeniska veckotidskriften Agos.

## Bakgrund
Hrant Dink föddes i den östturkiska staden Malatya och flyttade med sina syskon till Istanbul vid sju års ålder. Han växte delvis upp på ett armeniskt internat, Bezciyanskolan, där han träffade sin fru Rakuel.
Dink och den turkiske nobelpristagaren Orhan Pamuk har båda varit utsatta för förföljelser av turkiska nationalister. De har under senare tid uppmärksammats i samband med att de anklagats för att ha kritiserat "turkiskheten" i samhället, vilket är ett brott enligt §301 i den turkiska lagstiftningen. Hrant Dink dömdes nyligen för detta brott, men hade under längre period redan hotats vid flera tillfällen. Hrant uttalade också flera gånger sitt stöd för de andra minoriteterna i Turkiet, bland annat kurder, assyrier och andra minoriteter i landet. 
Hrant Dinks tidning skrev även om den turkiska piloten Sabiha Gökçen, som var adoptivdotter till grundaren av republiken Turkiet, Kemal Atatürk. Där avslöjades det att hennes födelsenamn var Hatun Sebilciyan och att hennes föräldrar dött i det armeniska folkmordet under första världskriget.   
Då Dink talade till den armeniska diasporan sade han att det var viktigt att armenierna inte skulle göra hatet mot turkarna till en del av sin identitet, då det skulle "förgifta det armeniska blodet". Uttalandet feltolkades till "Turkiet förgiftar det armeniska blodet", vilket ledde till att han ställdes inför rätta och dömdes till sex månaders villkorligt fängelse.
Hrant Dink mördades den 19 januari 2007 utanför Agos kontor i Istanbul.